# 黑人靈歌
黑人靈歌，或聖歌、黑人聖歌（英語：或）通常是由非洲裔美國人創造的基督教歌曲。靈歌本來是一種傳授基督教價值的歌頌傳統，同時也描述了奴隸制度下奴隸們的艱辛。雖然靈歌原本是沒有伴奏清唱的單音（或合唱）的歌曲，但今天他們所統一安排的合唱最為人所知。這個獨特的美國歌曲歷史，現在被認為是一種獨特的音樂風格。

## 術語和來源
“靈歌”一詞源自詹姆斯國王聖經對以弗所書 5:19 的譯本中的“屬靈之歌”，其中說：“在詩篇，讚美詩和靈歌中自言自語，在你心中歌頌“主”。 美國的奴隸之歌是非洲裔美國人聖歌的第一個主要集合，於1867年出版。
音樂學家喬治·普倫·傑克遜把“靈歌”這個詞延伸到更廣泛的民間讚美詩中，就像他在1938年的書“南部高地的白色精神”一樣，但這似乎並沒有被廣泛使用。然而，這個詞經常被擴展到包括更多標準的歐洲美式讚美詩風格的後續安排，並且包括與原始非裔美國人精神風格相似的後解放歌曲。
雖然非洲裔美國人的靈歌中的許多節奏和聲音元素可以追溯到非洲的來源，但非洲裔美國人的靈歌是一種音樂形式，是土著的，並且是特定於美國非洲人及其後代的宗教經驗的音樂形式。它們是非洲音樂和宗教與歐洲音樂和宗教相互交叉作用的結果。 而且，這種相互作用只發生在美國。在世界其他地區，即使在加勒比和拉丁美洲，信仰基督教的非洲人也沒有演變出這種特殊形式。
奴隸帶來了非洲文化傳統。他們的許多活動，從工作到敬拜都涉及音樂和舞蹈。然而，他們的歐洲主人們禁止了許多非洲傳統的崇拜形式，包括鼓樂和跳舞，因為他們被認為是“偶像崇拜”。奴隸被迫只能在隱居處表演他們的音樂。